# World War 3 (игра)
World War 3 ([wɜːld wɔː θriː], с англ. — «Третья мировая война», сокр. WW3) — компьютерная игра в жанре многопользовательского военного тактического шутера, с элементами экшена с видом от первого лица, разрабатываемая польской компанией The Farm 51, издаваемая Wishlist Games  во всем мире и The 4 Winds Entertainment в Турции и на Ближнем Востоке для игровой платформы PC (Microsoft Windows). Игра была официально анонсирована вместе с дебютным трейлером 29 мая 2018 года. Выход игры состоялся 19 октября 2018 года в стадии раннего доступа в Steam.

## Игровой процесс
World War 3 представляет собой интенсивный многопользовательский шутер с видом от первого лица в сеттинге современного глобального конфликта, с участием пехотных подразделений и военной техники. Действие игры разворачиваются в возможном ближайшем будущем, во время Третьей мировой войны, на территории европейских стран, и в других точках мира в качестве эпицентра. Игровой процесс игры отличается реалистичным воссозданием современных боевых действий с акцентом на командную игру. В сражениях принимает участие как пехотные войска, так и разнообразная военная техника, а игрокам доступен богатый набор вооружения и экипировки.
World War 3 демонстрирует современный конфликт, с тактикой и методами, вдохновлёнными настоящими боевыми действиями. В игре будут присутствовать два основных режима: режим Warzone, который предложит игрокам возможность для динамичных интенсивных перестрелок в совместных сражениях пехоты, бронетанковых подразделений и современных боевых беспилотников в командной игре над укреплёнными точками; и тактически-ориентированный режим Recon который ориентирован на тактическое взаимодействие между игроками в рамках небольших разведывательных отрядов, задачей которых является захват важных целей на вражеской территории, данный режим по словам разработчиков представляет свежий подход для режима Battle Royale. Оба режима нацелены на создание целостного игрового опыта, направленного на достоверное изображение современной войны. Игрокам также будет предоставлена возможность сразиться в PvP-формате против национальных вооружённых сил на территории мировых локаций таких как Москва, Варшава, и Берлин и прочее, с системой стратегического планирования и динамических линий фронта.

## Разработка
| Системные требования | Системные требования                                         | Системные требования                                         |
| -------------------- | ------------------------------------------------------------ | ------------------------------------------------------------ |
|                      | Минимальные                                                  | Рекомендуемые                                                |
| Microsoft Windows    |                                                              |                                                              |
| ОС                   | Windows 10 (x64)                                             | Windows 10 (x64)                                             |
| ЦПУ                  | Intel Core i3-4340/AMD FX-6300                               | Intel Core i5-2500k/AMD Ryzen R5 1600X                       |
| Объём ОЗУ            | 8 ГБ                                                         | 12 Гб                                                        |
| Место на диске       | HDD объемом 80 Гб                                            | SSD объемом 80 Гб                                            |
| Видеокарта           | GeForce GTX 670 or NVIDIA GeForce GTX 1650                   | Geforce GTX 1060 or AMD Radeon R9 390 / AMD RX 580           |
| Звуковая плата       | совместимые версии DirectX 11.0                              | совместимые версии DirectX 12.0                              |
| Сеть                 | Широкополосное подключение к интернету                       | Широкополосное подключение к интернету                       |
| Устройства ввода     | клавиатура, компьютерная мышь, геймпад (частичная поддержка) | клавиатура, компьютерная мышь, геймпад (частичная поддержка) |

О разработке игры впервые было объявлено в 2015 году, когда студия The Farm 51 официально зарегистрировала новый проект под названием World War 3. Позже, в январе 2016 года стало известно, что дебютный проект польского разработчика, является новым игровым многопользовательским шутером от первого лица, который будет основан на вымышленном глобальном конфликте в современном сеттинге. По состоянию на 2018 год, активная разработка проекта ведётся около трёх лет с командой разработчиков состоящая из 50 человек.
Игра разрабатывается под издательством польской компании The Farm 51, в тесном сотрудничестве с военными научно-исследовательскими центрами и консультантами военной промышленности, в частности: с Польской группой по вооружениям (пол. Polska Grupa Zbrojeniowa), центром исследований и разработок механического оборудования OBRUM а также с консультантами и ветеранами спецназа GROM, SAS, SEAL и других. Креативный директор игры и основатель студии Камил Бильчински, рассказывая об игре отметил, что идея создания военного шутера основанного на современных реалиях битвы, родилась впоследствии начала сотрудничества с польским военным научно-исследовательским центром OBRUM. С тех пор, проект претерпел ряд изменений и улучшений, и в его нынешнем виде является результатом детального исследования об индустрии вооружений и эволюции военной тактики в современных вооружённых конфликтах. В одном из интервью, Бильчински также подтвердил, что игра вдохновлена серией шутеров от первого лица Battlefield, Call of Duty и ArmA.
Первоначально, разработчиками было подтверждено, что игра будет распространяться по принципу free-to-play, однако чуть позже, было объявлено что игра будет распространяться по принципу стандартной оплаты. В одном из интервью, ведущий менеджер проекта Марчин Эллер, решил прокомментировать данное решение, по его словам команда разработчиков решила отказаться от данной модели в связи с потерей популярности к играм по модели free-to-play, а также исходя из принципов тенденций рынка игр на сегодняшний день, при этом отметив, что в игре не будет микротранзакций и модели pay-to-win. Свою позицию по данному решению, также прокомментировал креативный директор игры Камил Бильчински, по его словам разработчики перешли на распространение игры по принципу стандартной оплаты, так как команда хотела избежать «типичных ловушек» модели игр free-to-play, таких как: ограничения доступа к контенту посредством платной подписки, лутбоксов и микротранзакций в игре, полагая что стратегия игр «по доступной цене» для игроков платформы ПК очень полезна по многим причинам, также Бильчински отметил что любой новый контент для геймплея будет распространяться бесплатно, тем самым подтвердив отсутствия модели pay-to-win.
В техническом плане, World War 3 pазpабатываeтся на базе модифицированного игрового движка Unreal Engine 4. В настоящее время игра создаётся исключительно для платформы PC, с поддержкой до 64 игроков в мультиплеерном режиме. По словам разработчиков портировать игру на другие платформы не планируется, при этом не исключив в будущем рассмотреть возможность выпуска на игровых консолях, если игра хорошо покажет себя на платформе PC. В процессе разработки игры, также используются передовые технологии фотограмметрии, которые уже до этого применялись в других студийных проектах, таких как Get Even и Chernobyl VR Project.

## Анонс и выход
29 мая 2018 года состоялся официальный анонс игры, в этот же день разработчики продемонстрировали двухминутный дебютный трейлер. В августе 2018 года на выставке Gamesсom 2018 был показан геймплей трейлер, в котором был представлен предварительный игровой процесс и механика предстоящей игры, где также любой желающий имел возможность протестировать демоверсию проекта. В конце того же месяца, разработчиками были объявлены планы о старте приёма заявок на проведении закрытого бета-тестирования игры, которое впоследствии началось 8 сентября 2018 года. Выпуск игры состоялся 19 октября 2018 года эксклюзивно на платформе PC в стадии раннего доступа, через интернет-сервис Steam. По словам разработчиков, игра в раннем доступе пробудет в течение 12-15 месяцев, а полноценный релиз игры запланирован и ожидается в 2019 году. 10 декабря 2022 года состоялся релиз игры.